# Frasnes-lez-Anvaing
Frasnes-lez-Anvainglà một đô thị ở tỉnh Hainaut. Tại thời điểm ngày 1 tháng 1 năm 2007, đô thị này có dân số 11.077 người. Tổng diện tích là 112,44 km², với mật độ dân số 98,5 người trên mỗi km². Từ đầu năm 1977, đô thị này là trung tâm của cộng đồng bao gồm các xã Frasnes-lez-Buissenal, và các xã cũ Arc, Ainières, Wattripont, Forest, Anvaing, Buissenal, Moustier, Oeudeghien, Ellignies, Dergneau, Saint-Sauveur, Hacquegnies, Herquegies.